# Liam Howlett
Liam Paul Paris Howlett (ur. 21 sierpnia 1971 w Braintree, Essex) – brytyjski kompozytor, producent  i DJ, czołowy członek brytyjskiej grupy muzycznej The Prodigy. Ukończył Alec Hunter Humanities College w Braintree. 
6 czerwca 2002 ożenił się z byłą gwiazdą All Saints, Natalie Appleton. 
Pod koniec stycznia 2006 został wydany album Back to Mine: Liam Prodigy, zawierający kompilację ulubionych utworów Howletta. Liam jest twórcą wszystkich melodii zespołu, tworzy także większość tekstów do piosenek, przygotowuje całą oprawę muzyczną grupy na koncertach oraz pełni rolę lidera grupy. Jest również pomysłodawcą większości teledysków angielskiej ekipy muzycznej. Pod koniec marca 2022 roku media obiegła informacja, że Howlett stworzył soundtrack do filmu Netflixa pod tytułem Choose or Die.